# Euxoa actinea
Euxoa actinea là một loài bướm đêm trong họ Noctuidae.